# Haraldsted
Haraldsted är en by på Själland i Haraldsted Sogn, 5 kilometer norr om Ringsted.
Vid Haraldsted mördades 7 januari 1131 hertig Knut Lavard, Danmarks nationalhelgon. Ett kapell och minnesmärke finns på platsen.